# 黄宗江
黄宗江（1921年10月—2010年10月18日），男，祖籍浙江瑞安，生于北京，中国剧作家。2005年被中华人民共和国人事部、国家广播电影电视总局评为“国家有突出贡献电影艺术家”。

## 家庭
兄弟姐妹有黄宗淮、黄宗洛、黄宗英、黄宗汉。前妻為朱嘉琛。1957年与阮慕韩之女阮若珊结婚。